# 戴维·摩根
戴维·摩根（英語：David Morgan，1964年9月30日—），英国男子举重运动员。他曾代表威尔士参加1982年、1986年、1990年、1994年、1998年和2002年英联邦运动会举重比赛，获得一枚金牌和一枚银牌。